# 伊格爾伍德莊園 (印地安納州)
伊格爾伍德莊園（英語：Eaglewood Estates）是位於美國印地安納州布恩縣的一個非建制地區。該地的面積和人口皆未知。

## 地理
伊格爾伍德莊園的座標為39°57′05″N 86°18′47″W / 39.95139°N 86.31306°W，而該地的平均海拔高度為281米（即922英尺）。